# Paul Soliai
Paul Fuapapa Soliai (* 30. Dezember 1983 in Santa Ana, Kalifornien) ist ein ehemaliger US-amerikanischer American-Football-Spieler. Er spielte bei den Miami Dolphins, den Atlanta Falcons und den Carolina Panthers insgesamt zehn Saisons in der National Football League (NFL) auf der Position des Defensive Tackles.

## Frühe Jahre
Soliai ging in Pago Pago (Amerikanisch-Samoa) auf die Highschool. Später ging er auf das Coffeyville Community College in Coffeyville, Kansas für zwei Jahre, ehe er 2004 zur University of Utah wechselte.

## NFL

### Miami Dolphins
Soliai wurde im NFL Draft 2007 in der vierten Runde an 108. Stelle von den Miami Dolphins ausgewählt. In seinem ersten Profijahr kam Soliai nur sporadisch zum Einsatz. Im Laufe der Jahre avancierte er jedoch zum Stammspieler. Nach der Saison 2011 wurde er mit einer Berufung in den Pro Bowl belohnt.

### Atlanta Falcons

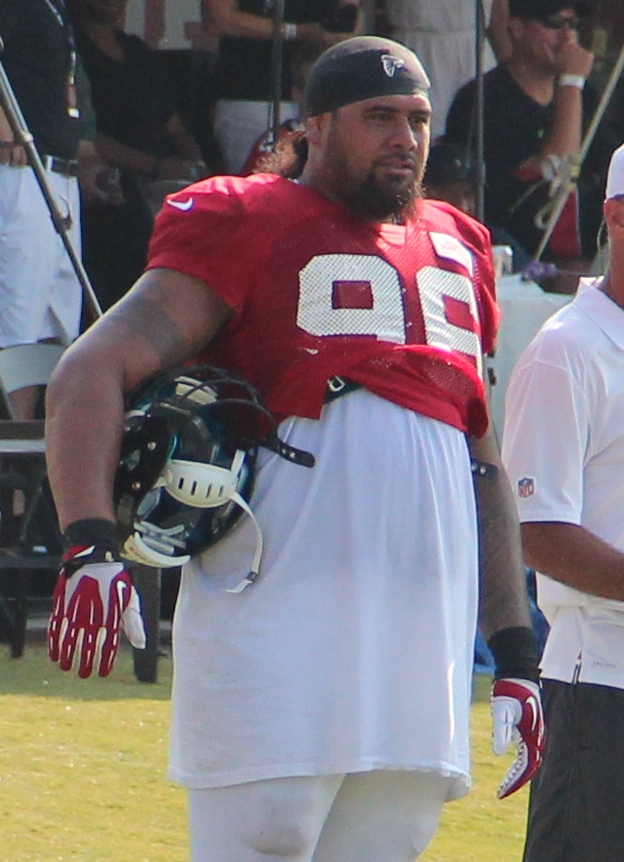
Soliai 2014 bei den Atlanta Falcons

Nachdem sein Vertrag bei den Dolphins ausgelaufen war, unterschrieb Soliai am 11. März 2014 einen Fünfjahresvertrag bei den Atlanta Falcons. Am 29. Dezember 2015 wurde er auf die Injured Reserve List gesetzt, womit die Saison für ihn beendet war. Er wurde am 9. März 2016 entlassen.

### Carolina Panthers
Am 14. März 2016 unterschrieb Soliai einen Vertrag bei den Carolina Panthers. Am 21. Februar 2017 wurde er entlassen. Am 19. April 2018 unterzeichnete er einen Eintagesvertrag bei den Miami Dolphins, um als Dolphin von seiner Profikarriere zurückzutreten.